# 広島高等裁判所
広島高等裁判所（ひろしまこうとうさいばんしょ）は、広島県広島市にある日本の高等裁判所の一つで、中国地方5県を管轄している。略称は、広島高裁（ひろしまこうさい）。岡山、松江に支部を置いている。

## 所在地
- 本庁　広島県広島市中区上八丁堀2-43

同じ建物の中には広島地方裁判所があり、敷地内には広島市への原子爆弾投下によって犠牲になった、広島の裁判所関係者や広島弁護士会関係者の名前を刻んだ原爆物故者慰霊碑がある。また周辺には広島高等検察庁や広島拘置所など司法行政の施設が集まっている。
- 岡山支部　岡山県岡山市北区南方1丁目8-2

同じ建物の中には岡山地方裁判所、岡山家庭裁判所、岡山簡易裁判所がある。
- 松江支部　島根県松江市母衣町68

同じ建物の中には松江地方裁判所、松江家庭裁判所、松江簡易裁判所がある。

## 沿革
- 1882年 - 広島控訴裁判所として設置される。
  - 当時国泰寺の東隣[1]、現在の中区中町広島テレビ放送本社付近に位置していた。国泰寺から繋がる街路にあった老松数本は安国寺恵瓊が植えたものと言われている[1]。
- 1887年 - 広島控訴院と改称。
- 1945年 - 原爆投下により建物が崩壊、関係者の多くが犠牲になる。
  - 爆心地から約500m[2]と近い位置にあり、この付近は全焼している。
- 1947年 - 裁判所法の施行により、現在の広島高等裁判所と改称される。
- 1948年 - 松江支部、岡山支部が設置される。

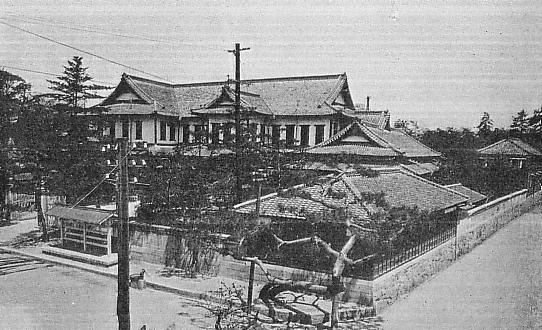
広島控訴院
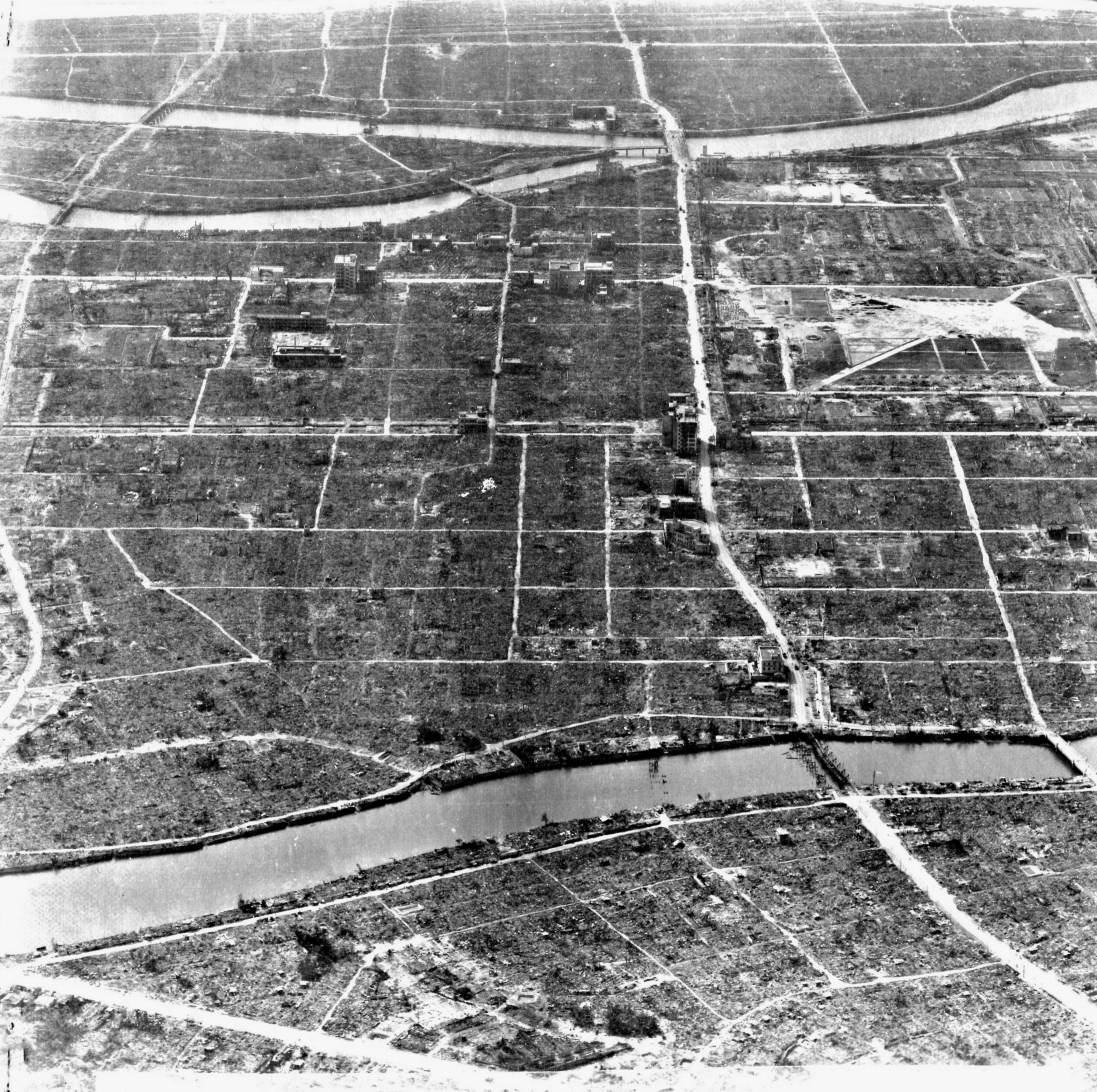
被爆後の広島市。写真中央から左上の二の字で並ぶ建物が袋町小で道を挟んだ左側に控訴院があった。

## 管轄
- 本庁 - 広島県・山口県
  - 2018年頃までは島根県西部（松江地裁浜田・益田両支部管内）も含まれていた。
- 岡山支部 - 岡山県
- 松江支部 - 鳥取県・島根県

## 歴代長官
（在任期間、後職など）
- （代理）中島登喜治（1947年5月3日 - 1947年9月25日）
- 松本静史（1947年9月26日 - 1951年10月21日）
- 中島民治（1951年10月24日 - 1952年9月21日）
- 石坂修一（1952年9月22日 - 1955年6月9日）
- 高木常七（1955年6月10日 - 1956年12月2日）
- 大野璋五（1956年12月3日 - 1958年8月5日）
- 近藤綸二（1958年8月6日 - 1961年9月6日）
- 今谷健一（1961年9月12日 - 1963年4月15日）
- 前沢忠成（1963年4月24日 - 1964年11月5日）
- 岡咲恕一（1964年11月7日 - 1965年9月7日）
- 吉村正道（1965年9月28日 - 1967年5月10日）
- 高原太郎（1967年5月16日 - 1969年4月22日）
- 内藤頼博（1969年4月25日 - 1970年9月17日）
- 足立進（1970年9月18日 - 1973年1月30日）
- 入江菊之助（1973年2月2日 - 1975年6月20日）
- 松本冬樹（1975年6月21日 - 1976年12月1日）
- 矢崎憲正（1976年12月2日 - 1978年5月3日）
- 河村澄夫（1978年5月4日 - 1979年12月15日）
- 木梨節夫（1979年12月17日 - 1981年11月26日）
- 沼邊愛一（1981年11月28日 - 1984年12月14日）
- 四ツ谷巖（1984年12月17日 - 1985年11月4日）
- 貞家克己（1985年11月5日 - 1986年11月25日）
- 黒川正昭（1986年11月26日 - 1988年3月16日）
- 兒島武雄（1988年3月17日 - 1990年3月31日）
- 時國康夫（1990年4月2日 - 1991年5月10日）
- 武藤春光（1991年5月13日 - 1992年5月26日）
- 加藤義則（1992年5月27日 - 1994年12月20日）
- 青木敏行（1994年12月21日 - 1995年9月5日）
- 藤田耕三（1995年11月 - 1997年1月　退官、公安審査委員会委員長）
- 櫻井文夫（1997年1月13日 - 1997年10月30日）
- 清水湛（1997年10月31日 - 1998年12月11日　依願退官、桐蔭横浜大学教授）
- 松本時夫（1998年12月24日 - 2000年1月21日、桐蔭横浜大学教授）
- 上田豊三（2000年1月31日 - 2000年8月13日　大阪高裁長官に転任）
- 稲葉威雄（2000年8月14日 - 2003年1月14日　定年退官、帝京大学教授）
- 龍岡資晃（2003年1月17日 - 2005年5月16日　福岡高裁長官に転任）
- 鳥越健治（2005年5月17日 - 2007年5月5日　定年退官）
- 田尾健二郎（2007年5月7日 - 2007年12月16日　依願退官、国家公安委員会委員）
- 白木勇（2007年12月17日 - 2008年11月24日　東京高裁長官に転任）
- 相良朋紀(2008年11月25日 - 2010年2月21日　定年退官、弁護士、TMI総合法律事務所顧問、再就職等監視委員会委員長)
- 寺田逸郎（2010年2月24日 - 2010年12月26日　最高裁判所判事）
- 中山隆夫（2010年12月27日 - 2012年3月26日　福岡高裁長官に転任）
- 永井敏雄（2012年3月27日 - 2013年3月4日　大阪高等裁判所長官に転任）
- 西岡清一郎（2013年3月5日 - 2014年9月27日　定年退官、弁護士、慶応義塾大学客員教授）
- 松本芳希（2014年10月2日 -　2016年1月26日 定年退官、京都大学教授）
- 川合昌幸（2016年2月22日 - 2017年10月22日 定年退官、関西大学客員教授）
- 菊池洋一（2017年10月25日 - 2018年8月26日 定年退官)
- 大門匡 (2018年8月30日 - 2020年10月18日 定年退官)
- 小川秀樹（2020年10月19日 - 2022年5月21日 定年退官）
- 笠井之彦（2022年5月23日 - 2023年5月20日 定年退官）
- 中山孝雄（2023年5月25日 - 2025年3月14日 定年退官）
- 小林宏司（2025年3月27日 - ）

## 部署と法廷
開廷は週1回から2回。

### 民事部
- 第2部（第202号法廷）
- 第3部（第202号法廷）
- 第4部（第202号法廷）
- 岡山支部第1部（第201号法廷）
- 岡山支部第2部（第201号法廷）
- 松江支部（第32号法廷）

### 刑事部
- 第1部（第300号法廷）
- 岡山支部第1部（第201号法廷）
- 松江支部（第32号法廷）